# Eumecocera lineata
Eumecocera lineata là một loài bọ cánh cứng trong họ Cerambycidae.